# Malthonica daedali
Malthonica daedali är en spindelart som beskrevs av Brignoli 1980. Malthonica daedali ingår i släktet Malthonica och familjen trattspindlar. Inga underarter finns listade i Catalogue of Life.